# 麥克·雅澤姆斯基
麥可·安德魯·雅澤姆斯基（英語：Michael Andrew Yastrzemski，1990年8月23日—），為美國職棒大聯盟的外野手，目前效力於堪薩斯市皇家，先前曾效力於舊金山巨人。2013年美國職棒大聯盟選秀，金鶯隊在第14輪將他選走。他於2019年升上大聯盟，其祖父為紅襪隊傳奇名人堂球星卡爾·雅澤姆斯基。

## 職業生涯

### 舊金山巨人
2019年5月25日，29歲的雅澤姆斯基終於升上大聯盟。他在隔天擊出大聯盟首安，不過卻被牽制出局。5月31日，他敲出大聯盟首轟。8月16日，他更是達成單場三響砲的成就，還包含一發再見全壘打。 9月17日，他敲出了單季20轟，而且還是在他祖父以前效力的紅襪隊主場所擊出。該年他的打擊率為2成72，並敲出21轟與55分打點。他也是隊史繼1972年的戴夫·金曼後，首位在菜鳥年便敲出20轟以上的球員。
2020年9月9日，他在第151場出賽敲出了生涯30轟。該年他的打擊率為2成97，並敲出10轟與35分打點。這年他也獲選為年度第二隊陣容。

## 個人生活
雅澤姆斯基的父親小卡爾曾在大學時期打過棒球，並於1984年至1988年間於小聯盟球隊效力，不過他並未升上大聯盟。雅澤姆斯基在6歲時父母離異，且父親在43歲時因為在動臀部手術時發生血栓去世。於是雅澤姆斯基長大後由其祖父卡爾教他打棒球。而他在2018年結婚。

## 外部連結
- 球員資訊和成績在MLB ，ESPN ，Baseball Reference ，Baseball Reference (Minors) ，Fangraphs ，The Baseball Cube （英文）